# شایدالا
شایدالا (به لاتین: Shaydala) یک منطقهٔ مسکونی در روسیه است که در باشقیرستان واقع شده‌است.